# (577) Rhea
(577) Rhea ist ein Asteroid des Hauptgürtels, der am 20. Oktober 1905 vom deutschen Astronomen Max Wolf in Heidelberg entdeckt wurde.
Benannt wurde der Asteroid nach der Titanin Rhea aus der griechischen Mythologie.